# 시텐노지
시텐노지(일본어: 四天王寺)는 오사카시 덴노지구 시텐노지에 있는 절이다. 쇼토쿠태자 건립의 전승이 있는 7개 사찰 중 하나로 일본서기에 따르면 스이코 천황 원년(593년)에 세워졌다고 한다.
주변의 구, 역 이름 등으로 사용되고 있는 '텐노지'는 시텐노지의 약칭이다.
불교가 일본에 도입되자 불교 반대파와 불교 찬성파가 대립하게 되었다. 쇼토쿠 태자는 불교 반대파와의 전쟁에서 이기게 되면 절을 지어 부처님께 바치겠다고 맹세하고, 전쟁에서 이기자 불법의 수호신인 사천왕(시텐노)을 기리는 시텐노지를 지었다.

## 가람
경내 중앙 남쪽으로 회랑으로 둘러싸인 중심 가람이 있고, 그 북쪽으로 육시당(육시예찬당), 동쪽으로 쇼토쿠태자를 모시는 성령원이 있다. 경내 서부의 한 획은 시텐노지중학교, 고등학교 부지로 되어 있다. 경내 북쪽은 동쪽이 정원이 있는 본방, 서쪽이 묘지로 되어 있다.
경내 남단과 동단 입구에는 각각 남대문, 동대문이 있는데, 서쪽 입구에는 문이 아닌 돌 도리이(石鳥居)가 들어서고, 서대문은 그 도리이를 통과한 끝(동쪽)에 들어선다. 남대문이 원래 정문이지만 '극락정토 입구로 통한다'고 믿었던 돌 도리이(石鳥居)에서 들어오는 참배객도 많다.
남문, 중문, 오층탑, 금당(곤도), 강당(고도)이 남북으로 일직선으로 늘어서 있고, 탑과 금당을 회랑으로 둘러싼 가람 배치는 호류지 양식보다 오래된 시텐노지 양식이라고 한다.
이들은 제2차 세계대전 말기인 1945년, 미군의 공습(오사카 대공습)으로 소실됐으나 건축사가인 후지시마 가이지로가 설계해 철근 콘크리트 구조로 재건됐다. 아스카시대의 건축 양식 재현이 시도되면서 오층탑은 1959년, 금당은 1961년에 복원되었다.
1월 14일 도야도야마쓰리, 4월 22일 쇼료에마쓰리와 11월 3일 시텐노지 왓소마쓰리가 열린다

## 교통
- 오사카메트로 다니마치선 시텐노지마에유히가오카역 - 도보로 약5분
- JR서일본, 오사카메트로 덴노지역 - 도보로 약12분
- 긴테쓰 미나미오사카선 오사카아베노바시역 - 도보로 약14분